# ニッポン元気計画! 眠れるスター目覚ましバラエティ“ハックツベリー”
『ニッポン元気計画!眠れるスター目覚ましバラエティ“ハックツベリー”』（ニッポンげんきけいかく ねむれるスターめざましバラエティ ハックツベリー）は、2014年4月19日から2015年9月26日までテレビ東京で放送されていたバラエティ番組。

## 内容
後藤輝基扮する『後藤P』がハックツスタッフを日本全国に派遣、あらゆる分野の眠れるスターをプレゼン、後藤Pに企画を継続していくかどうかをジャッジしてもらう。ハックツスタッフはレギュラースタッフの岩尾望とスタッフ4人程度が入れ替わりで出演し、企画プレゼンまたは進行中の企画の途中経過を報告する。
番組終了から約7ヶ月後の2016年5月9日、『ハックツベリー一夜限りの復活！沖縄で笑いをハックツするぞスペシャル！』と題して、一夜限りの復活特番が放送された。

## 出演者
プロデューサー
- 後藤輝基（フットボールアワー）

アシスタント
- 四島早紀（GALETTe）

ハックツスタッフ
- 岩尾望（フットボールアワー）
- 梶原雄太（キングコング）
- 菅広文（ロザン）
- 川島明（麒麟）
- 大悟・ノブ小池（千鳥）
- 井上裕介（NON STYLE）
- 河本準一（次長課長）
- 綾部祐二（ピース）
- しずちゃん（南海キャンディーズ)
- 山本博（ロバート）
- 藤本敏史（FUJIWARA）
- 庄司智春（品川庄司）
- 真栄田賢（スリムクラブ）
- 斉藤慎二（ジャングルポケット）
- 後藤淳平（ジャルジャル）
- 板倉俊之（インパルス）
- 木村卓寛（天津）
- レイザーラモンRG（レイザーラモン）
- 藤森慎吾（オリエンタルラジオ）

あるある甲子園レポーター
- ボン溝黒（カナリア）

## めざせ!トップアイドル あるある甲子園
めざせ!トップアイドル あるある甲子園は、2014年5月から8月にかけて行われた日本全国のメジャーデビュー前のライブアイドルを対象にしたオーディション企画である。主催は株式会社よしもとクリエイティブ・エージェンシーと福岡県にある商業施設『あるあるCity』を運営する株式会社あるあるCityエンターテイメントである。協力は日本ご当地アイドル活性協会。
2014年5月17日に東京都港区にあるイベントホール『STAR RISE TOWER』にて開会式及び開幕戦が開催され、その後、東京・名古屋・大阪・福岡にて一次予選が開催された。その後、二次予選・エリア決勝を経て、2014年8月26日に品川ステラボールにてグランドファイナルが開催され、『スルースキルズ』の優勝で幕を閉じた。優勝賞品は、メジャーデビューと番組のメインスポンサーであるアパマンショップのテレビCMへの出場権で、予選会も含めオーディションのの模様は逐次番組内で紹介された。

## スタッフ
- ナレーション:伊藤修子、チャド・マレーン（以上はリニューアル前）、愛実（リニューアル後）
- 演出:佐々木聡（よしもとクリエイティブ・エージェンシー）
- ディレクター:高橋純、馬場省吾、新谷洋介、小島志穂里、庄司金之助、小石重蔵、山本カンスケ、島田健作、橋田裕元、原田浩司、玉井裕輔、前田一樹、山村勇介、佐藤国秀
- 構成:遠藤敬、堀由史、宇田川岳史、堀江B面、平岡達哉、藤井直樹、浅井哲郎、嶋矢櫻、はりせ
- SW:前田昌彦、村上岳文
- CAM:袖垣竜也、小菅由晶、高村和隆
- 音声:谷口貴三男、松本直人
- VE:柴田康司、辻源之
- 照明:古谷美明、庄司鉄平
- 編集:寺岡慎也、間山慎也
- MA:渡辺和也、小林大介
- CG:浅野丈
- 音効:宮本大生
- タイトル:小川雅志
- 美術:吉田敬
- デザイン:近藤純子、内山真理子
- AD:岡本将明、数納はるな、玉城あかね、廣吉彩乃、甲斐萌美、中島義天、二宮啓、三原誠、大岩根優
- スタッフ協力:トラッシュ、テクノマックス、テレビ東京アート、オフィスクライン、フジアール、アンサーズ、ハートス、戯音工房
- リサーチ:ビスポ
- 宣伝:岡仁→魚田英孝（テレビ東京）
- デスク:後藤由枝
- 協力プロデューサー:菊井徳明、加茂忠夫、中塚大悟
- AP:松生藍、金丸貴史、石田直央、真壁正彦、阮姿聡
- 協力:セドナ・ブラザーズ・プロダクション
- プロデューサー:平山大吾（テレビ東京）、神夏磯秀、稲冨聡、中村聡太
- 監修:白岩久弥
- 製作協力:吉本興業、電通
- 製作著作:テレビ東京

## エンディングテーマ
- GALETTe「じゃじゃ馬と呼ばないで」（2014年4月）
- GALETTe「Brand-New Style」（2014年5月 - ）